# Nacaeus dejectus
Nacaeus dejectus är en skalbaggsart som först beskrevs av Sharp 1887.  Nacaeus dejectus ingår i släktet Nacaeus och familjen kortvingar. Inga underarter finns listade i Catalogue of Life.